# Vallgorguina
Vallgorguina ist eine katalanische Gemeinde in der Provinz Barcelona im Nordosten Spaniens. Sie liegt in der Comarca Vallès Oriental.

## Sehenswürdigkeiten
- Kirche Sant Andreu aus dem 19. Jahrhundert
- Dolmen Pedra Gentil

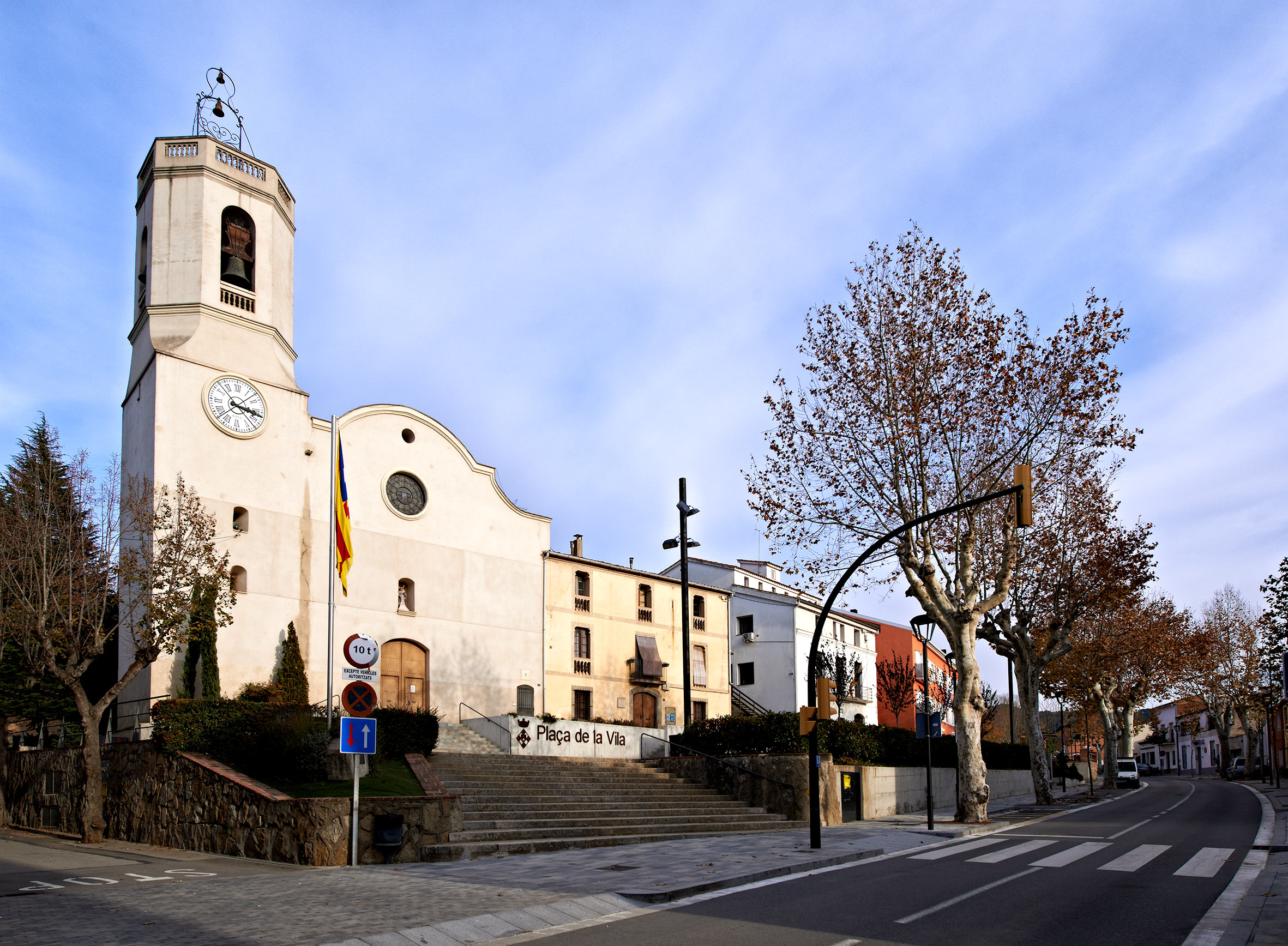
Kirche Sant Andreu
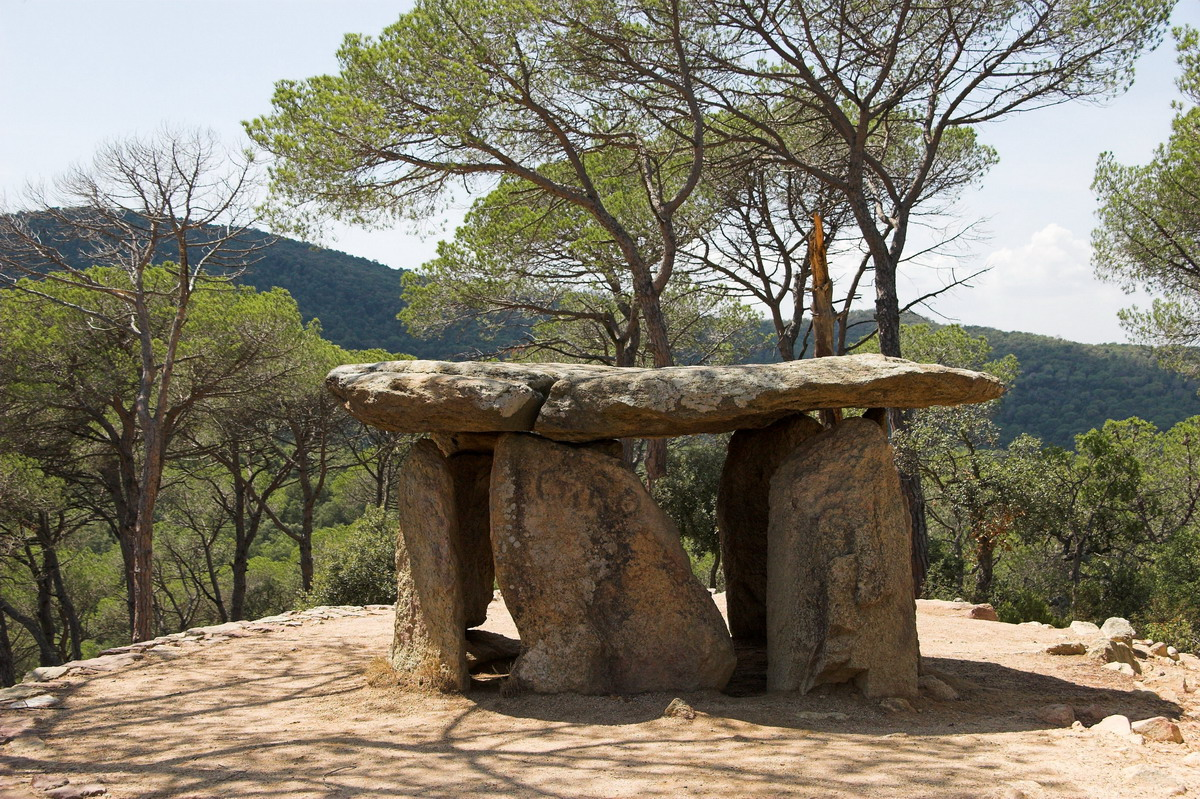
Dolmen Pedra Gentil